# 陳文真
陳文真（1920年9月24日—2019年5月2日），原越南共和國軍隊海軍將領，海銜提督，軍銜少將。他在普通中學（高中）畢業后，畢業並工作於航海領域。後被徵召入伍，成爲越南海軍學校培養的第一批軍官之一。此後他直到退伍一直在海軍軍種服役，曾两次擔任海軍軍種司令。他也是2019年去世時壽命最長的一位前越南共和國軍將軍。

## 生平
陳文真1920年9月24日出生於越南南方頭頓勝二的一個富裕的儒教家庭。1939年，他畢業於法國課程的高中，獲得半部分秀才文憑（第一部分）。1940年，他考入了法國在西貢開辦的商船海事專業。在商船海事部門工作期間，士官陳文真獲得了海事機械（1941年）、海事無線電（1942年）、領航士官（1948年）、商船船長（1949年）等專業證書。

### 越南國軍
1951年底，陳文真被從商船海事部門選入了選海軍軍種。隨後陳文真就讀於1952年1月1日開學的芽莊海軍訓練中心的第一期軍官課程，與他同期的共有六名指揮學員和三名機械學員，共九名學生，全部被送往阿爾羅芒謝萊班號航空母艦參加專業訓練，然後輪轉於法國海軍的遠東戰艦，如閃電號、拉莫特皮凯号等。1952年7月，他回到芽莊繼續接受培訓。同年10月1日，帶着第一名的成績，陳文真以海軍少尉的軍銜畢業。離開學校后，他被派往衝鋒海團（Hải đoàn Xung phong）服役，並被指派指揮四艘負責開路、掃雷和巡邏的人員車輛登陸艇。
1953年10月初，陳文真被提升為海軍中尉，擔任永隆的衝鋒海團副指揮。1954年初，他被調到北方擔任寧江的衝鋒海團副指揮。同年6月，寧江海團南遷至美湫，改名爲美湫海團，由海軍上尉黎光美擔任指揮長。

### 越南共和國軍
從越南國軍轉入越南共和國軍的新框架後，陳文真晉升爲了海軍上尉，並被任命爲HQ-226“靈劍”號登陸支援艦指揮長。同年8月底，他被調任爲江團部隊（Lực lượng Giang đoàn）指揮，接替被任命爲海軍軍種司令的海軍上校黎光美。
1956年4月，陳文真晉升爲現役海軍少校。1957年初，他被任命爲海軍軍種司令，接替海軍上校黎光美，並兼任海軍工廠監督。1958年年中，他奉命將海軍工廠監督的職務移交給阮寅上校（原橋樑工程師）。
1959年6月上旬，陳文真奉命將海軍軍種司令的職務移交給海軍少校胡進權。同年10月26日，越南第一共和國國慶節，他晉升爲海軍中校。1960年初，陳文真成爲第一位被派往位於美國羅得島州新港的海軍戰爭學院學習指揮課程的越南共和國海軍高級軍官，自此他與美國海軍戰略與戰術緊密相關。同年6月回國后，他重新擔任海軍工廠監督。1961年初，他兼任保安與民衛總監督杨玉凛上校的助理。1962年2月，他被任命為巡江部隊指揮長。
1966年11月1日，越南第二共和國國慶節，陳文真晉升海軍上校，並重新擔任海軍司令，接替臨時兼任該職的總參謀長高文園中將。
1968年6月19日軍隊日，陳文真晉升副提督（海軍准將），現役准將軍銜。同年越南共和國海軍接收了美國交付的艦船，包括：編號自HQ-700至HQ-707的海岸警衛艇和HQ-503“頭頓”（Vũng Tàu）號坦克登陸艦。
1970年11月1日國慶節，陳文真晉升海銜提督（海軍少將），少將軍銜。1971年9月11日，他主持了芽莊海軍訓練中心第二十二期海軍軍官課程“第二南洋”（Ðệ Nhị Nam Dương，1970年9月開學）的滿期典禮，並向第一名阮晉凱頒發了指揮劍並授予海軍准尉軍銜佩章。1973年6月16日，主持了第10C期滿期典禮，向第一名阮伯勝頒發了指揮劍並授予海軍准尉軍銜佩章。1974年越南共和國與中華人民共和國爆發的西沙海戰發生在陳文真第二次擔任越南共和國海軍司令期間。

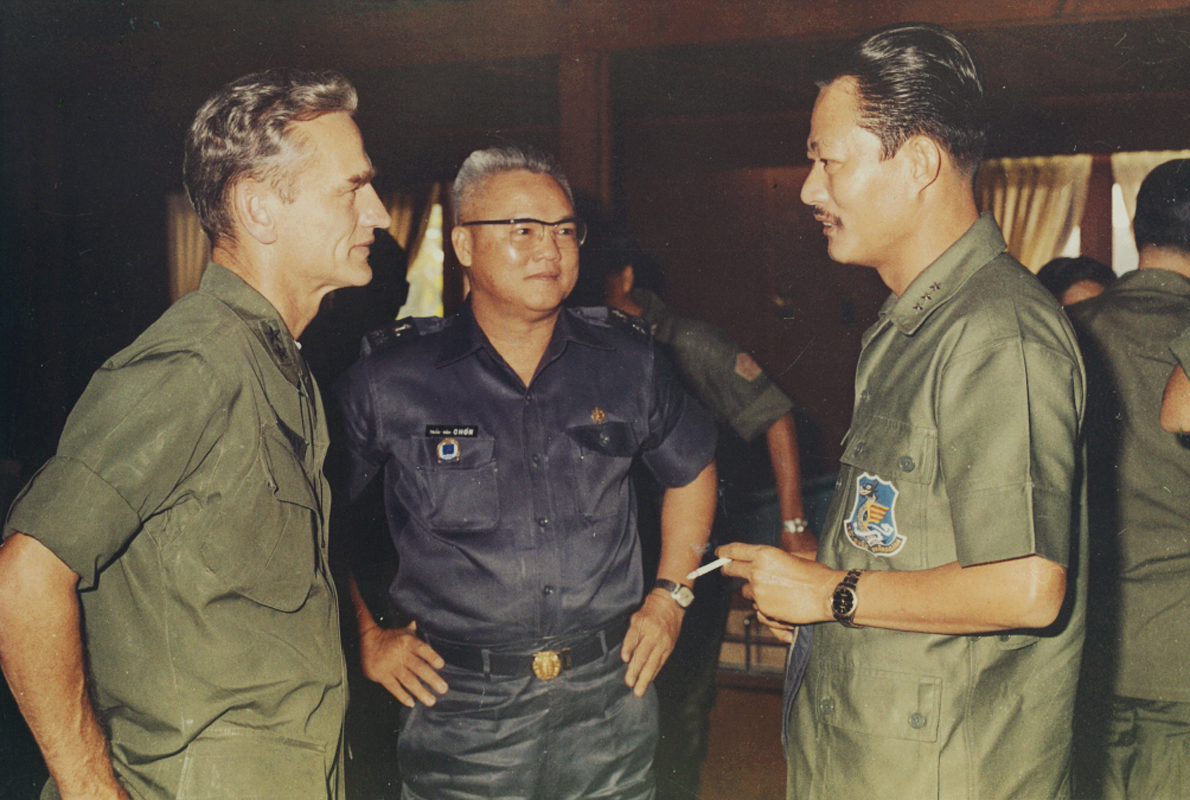
1973年1月，陳文真（中）與陳文明（右）和一名美軍軍官站在一起

1974年11月1日，因爲年齡到達限制並且已經在軍隊服役超過20年，陳文真退伍，將海軍司令職位交給提督林元性（原副司令）。
陈文真在在越南共和國海軍服役期間，提議並且促成了西貢白藤碼頭的聖祖陳興道雕像的落成。

### 1975年及之後
陳文真是1975年4月30日後唯一一位被俘入獄的越南共和國海軍將軍。根據他在採訪中的自述，4月20日左右，陳文真的好友和前同事，美國海軍上將埃尔莫·朱姆沃爾特提供一架飛機供陳文真和他的家人撤離越南，但是陳文真因爲父母年老體弱而且不情願離開家鄉，選擇了與家人留在越南。4月30日，陳文真的兒子陳明正海軍上尉返回西貢接家人出海，但是陳文真和其他的家人已經同意留在國內了，於是陳明正放棄了撤離，並下令沈船，後被關押了7年。
此後他先後被關押於光中、安沛、南河等從南到北的監獄。在此期間，朱姆沃爾特上將連同國際紅十字會和其他組織多次努力試圖幫助陳文真重獲自由，但是都沒有奏效。最終陳文真於1987年9月14日才被獲釋，得以回到南方，此時他的雙親已經去世。
1991年12月，陳文真與家人由美國政府擔保，得以出境前往美國。後來他們定居在了美國加利福尼亞州聖何塞。他在美國重新回到了校園，畢業於聖何塞的常青谷學院的跨學科研究專業，後來又進入聖何塞州立大學學習政治科學。
2013年10月19日，他應美國海軍邀請出席在緬因州巴斯鋼鐵廠舉行的新驅逐艦朱姆沃尔特号的命名儀式。
2019年5月2日晚10時48分，陳文真於美國加利福尼亞州聖何塞逝世，享年99歲。

## 榮譽
- 第三等保國勳章
- 帶楊柳枝的英勇配星（英语：Gallantry Cross (South Vietnam)）
- 戰傷配星（英语：Wound Medal (Vietnam)）
- 帶戰鬥識別標誌的美國功勋勋章 (美国)（英语：Legion of Merit）

## 家庭
- 父親：陳文𡶀（Trần Văn Núi）

- 母親：黎氏都（Lê Thị Đô）
- 兄弟姐妹：陳氏實（Trần Thị Thiệt，姐）、陳文茶（Trần Văn Chà，兄）、陳文質（Trần Thị Chất，姐）和陳文庄（Trần Văn Chắng，弟）
- 妻子：林氏鸞（Lâm Thị Loan），2016年7月9日於加州聖何塞去世，享年90歲[17][18]
- 生有10個孩子（6兒4女）：陳明正[註 8]、陳明直[註 9]、陳明忠[註 10]、陳麗菊、陳氏濤、陳明誠、陳明心、陳氏麗莊、陳明道和陳氏姮娥